# Магнитооптический эффект Керра
Эффект Керра, или магнитооптический эффект Керра, —  магнитооптический эффект, заключающийся в том, что при отражении линейно поляризованного света от поверхности намагниченного материала наблюдается вращение плоскости поляризации света, а свет становится эллиптически поляризован.
Линейные по намагниченности эффекты, проявляющиеся при отражении света от поверхности намагниченного материала, объединяются общим названием — магнитооптические эффекты Керра. Различают три вида эффектов Керра в зависимости от взаимной ориентации намагниченности, направления распространения световой волны и нормали к поверхности образца. В общем случае линейно поляризованный свет после отражения от поверхности намагниченного материала будет эллиптически поляризованным; при этом большая ось эллипса поляризации повернётся на некоторый угол по отношению к плоскости поляризации падающего света, а интенсивность отраженного света изменится. Эффект Керра схож с эффектом Фарадея, описывающим изменение прошедшего через намагниченный материал света. Оба эффекта связаны с недиагональными компонентами тензора диэлектрической проницаемости {\displaystyle \varepsilon _{ij}}, являющимися линейными функциями внешнего магнитного поля {\displaystyle {\vec {H}}} или намагниченности {\displaystyle {\vec {M}}}.

## История
В 1876 году шотландский физик Джон Керр наблюдает вращение плоскости поляризации света, отраженного от полюса железного магнита. Эффект, наблюдающийся в данной геометрии, получил название Полярного эффекта Керра.
В 1878 году Керр обнаруживает вращение плоскости поляризации при отражении от поверхности, намагниченной в плоскости распространения света . В такой геометрии, когда плоскость падения параллельна намагниченности, эффект известен как Меридиональный эффект Керра.
В 1896 году Питер Зееман открывает Экваториальный эффект Керра, незадолго до этого теоретически предсказанный Виндом .
В 1955 году Петрос Аргурес публикует теорию , в которой объясняет возникновение магнитооптических эффектов Фарадея и Керра за счёт спиновой поляризации электронов и спин-орбитального взаимодействия.
К 1996 году была разработана методика расчёта эффекта Керра, позволяющая из первых принципов зонной теории предсказывать конкретный вид магнитооптических спектров в различных материалах.
В 1996 году, при отражении света от CeSb, Р. Питтини наблюдает наибольший эффект Керра, соответствующий теоретическому максимуму поворота плоскости поляризации на 90 градусов.

## Геометрия наблюдения

### Полярный эффект Керра
В геометрии полярного эффекта Керра внешнее поле или намагниченность ориентированы нормально к поверхности образца и могут взаимодействовать со светом обеих (s и p) поляризаций. Наибольший эффект наблюдается при нормальном падении и описывается простым выражением , связывающим компоненты тензора диэлектрической проницаемости {\displaystyle \varepsilon _{ij}} с измеряемыми на опыте вращением {\displaystyle \vartheta } и эллиптичностью {\displaystyle \Psi }. Если магнитное поле направлено по оси z, то
{\displaystyle {\tilde {\Phi }}=\vartheta +i\Psi ={\frac {i\varepsilon _{xy}}{{\hat {n}}(\varepsilon _{xx}-1)}}}
где {\displaystyle {\hat {n}}=n+ik}  комплексный показатель преломления
Из приведённого выражения видно, что в непоглощающих средах, у которых тензор диэлектрической проницаемости содержит только действительные компоненты, поворот плоскости поляризации при отражении не наблюдается.
Полярный эффект Керра изменяется линейно с полем и вращение меняет знак при перемагничивании образца. Для неферромагнитных материалов этот эффект иногда называют «полярный эффект Фарадея в отраженном свете».

### Меридиональный эффект Керра
В некоторых русскоязычных работах меридиональный эффект Керра называют продольным или меридиональным.
Вектор намагниченности лежит в плоскости отражающей поверхности и параллелен плоскости падения света. Наибольший эффект наблюдается при больших углах падения. При нормальном падении эффект не наблюдается.

### Экваториальный эффект Керра
В некоторых русскоязычных работах экваториальный эффект Керра называют поперечным.
В экваториальном эффекте Керра вектор намагниченности перпендикулярен плоскости падения света и параллелен поверхности образца. Эффект проявляется только для компоненты поляризации, нормальной к намагниченности (p-компоненты) и равен нулю для света, поляризованного параллельно намагниченности (s-компоненты). Экваториальный эффект Керра является эффектом первого порядка по намагниченности. Его проявление заключается в изменении коэффициента отражения под действием намагниченности и, как следствие, в изменении интенсивности света и сдвиге фазы линейно-поляризованного света. Данный эффект может наблюдаться только для поглощающих материалов, то есть для материалов с ненулевой компонентой комплексной части тензора диэлектрической проницаемости. Для действительной части тензора диэлектрической проницаемости и для s-компоненты поляризации света может наблюдаться только более слабый квадратичный по намагниченности эффект.

### Нелинейные по намагниченности эффекты
В дополнение к полярному, меридиональному и экваториальному линейным эффектам Керра, возможны квадратичные эффекты более высокого порядка, при которых угол поворота плоскости поляризации зависит от произведения намагниченностей в полярном, продольном и поперечном направлениях. Подобные эффекты, также иногда называемые квадратичными эффектами Керра, известны как эффект Фогта. (англ.) и эффект Коттона — Мутона

## Магнитооптические среды
В зависимости от того, какое взаимодействие является определяющим, среди магнитооптических материалов выделяют два класса:
В первом классе материалов магнитооптические эффекты являются результатом прямого воздействия магнитного поля на орбитальное движение электронов (Зеемановское расщепление). К данному классу принадлежат диамагнетики и прозрачные твердые тела одноосной симметрии, в которых диамагнетизм всегда присутствует. Возникающие в них магнитооптические эффекты в общем случае очень слабы.
Ко второму классу магнитооптических материалов относятся ферромагнитные материалы и неметаллические парамагнетики при низких температурах. В них магнитооптические эффекты возникают за счёт влияния магнитного поля на спин-орбитальное взаимодействие. Так как спин-орбитальное взаимодействие в общем случае на 2-3 порядка больше, чем зеемановское расщепление, магнитное взаимодействие ориентированных спинов приводит к сильному воздействию на орбитальное движение электронов, которое значительно больше, чем прямое воздействие на него магнитного поля .
Отметим, что термины диамагнитный и парамагнитный являются условными , так как величина вращения плоскости поляризации, вызванная этими эффектами, может быть как положительной, так и отрицательной (в противоположность соответствующим магнитным восприимчивостям).
Полупроводники и неферромагнитные металлы образуют переходный класс между описанными выше. В таких средах некоторые из возникающих магнитооптических эффектов связаны только с орбитальными эффектами, в то время как другие связаны со спин-орбитальным взаимодействием. Однако, в этих материалах оба вклада в магнитооптические эффекты могут быть согласованы, и нет четкого различия, поэтому диэлектрическую проницаемость лучше описывать как функцию внешнего магнитного поля.

## Описание

### Макроскопическое
Конкретные свойства среды задаются видом тензоров диэлектрической проницаемости {\displaystyle {\hat {\varepsilon }}} и магнитной проницаемости {\displaystyle {\hat {\mu }}}. В области оптических частот магнитная проницаемость стремится к единице, поэтому мы ограничимся рассмотрением тензора {\displaystyle {\hat {\varepsilon }}}, однако в области низких частот приведённые ниже свойства {\displaystyle {\hat {\varepsilon }}} справедливы и для {\displaystyle {\hat {\mu }}}.
В случае оптически изотропного ферромагнетика в магнитном поле, направленном вдоль оси z, тензор диэлектрической проницаемости можно записать в виде :
{\displaystyle {\hat {\varepsilon }}={\hat {n}}^{2}{\begin{pmatrix}1&iQ&0\\-iQ&1&0\\0&0&1\end{pmatrix}}}
где {\displaystyle {\sqrt {\varepsilon _{xx}}}={\hat {n}}=n+ik}  комплексный показатель преломления, {\displaystyle Q={\frac {\varepsilon _{xy}}{\varepsilon _{xx}}}} — магнитооптический коэффициент.
Для произвольного угла падения {\displaystyle \phi } магнитооптический эффект Керра {\displaystyle {\tilde {\Phi }}=\vartheta +i\Psi },
где {\displaystyle \vartheta } и {\displaystyle \Psi } — измеряемые на опыте вращение и эллиптичность, запишется в виде:
В полярной геометрии
{\displaystyle {\tilde {\Phi }}=i~{\frac {{\hat {n}}^{2}\left(\sin \phi \operatorname {tg} \phi \pm {\sqrt {{\hat {n}}^{2}-\sin ^{2}\phi }}\right)}{({\hat {n}}^{2}-1)({\hat {n}}^{2}-\operatorname {tg} ^{2}\phi )}}Q}
В меридиональной геометрии
{\displaystyle {\tilde {\Phi }}=i{\frac {{\hat {n}}^{2}\sin \phi \left(\sin \phi \operatorname {tg} \phi \pm {\sqrt {{\hat {n}}^{2}-\sin ^{2}\phi }}\right)}{({\hat {n}}^{2}-1)({\hat {n}}^{2}-\operatorname {tg} ^{2}\phi ){\sqrt {{\hat {n}}^{2}-\sin ^{2}\phi }}}}Q}
Для p-поляризации перед корнем в числителе берётся знак "{\displaystyle +}", для s-поляризации перед корнем берётся знак "—"
В экваториальной геометрии
{\displaystyle \delta _{p}={\frac {\Delta I}{I}}=-\operatorname {Im} {\frac {4{\hat {n}}^{2}\operatorname {tg} \phi }{({\hat {n}}^{2}-1)({\hat {n}}^{2}-\operatorname {tg} ^{2}\phi )}}Q}

### Микроскопическое
Магнитооптические эффекты в ферромагнитных металлах вызваны не классическим закручиванием электронов силой Лоренца, а связаны с внутризонными и межзонными переходами. Причем внутризонные переходы определяют магнитооптические эффекты в области низких энергий, в то время как межзонные – в области высоких.
Внутризонный механизм связан со спин-орбитальным взаимодействием, которое вызывает асимметричное рассеяние электронов и нормальное рассеяние электронов, ассоциируемое с внутризонным поляризационным током, нормальным к вектору намагниченности и вектору движущегося электрона. Эти эффекты, в основном, определяются d- электронами, так как для них спин-орбитальное расщепление значительнее, чем для s- и p-электронов.
Межзонные поглощение в металлах ассоциируется с переходами с поверхности Ферми в вышележащую пустую зону или с переходом из нижележащей заполненной зоны на поверхность Ферми.

### На русском языке
- Кринчик Г.С. Физика магнитных явлений. — М.: из-во МГУ, 1985. — 336 с.
- Смоленский Г.А. Физика магнитных диэлектриков. — Л.: Наука. Ленинград. Отд., 1974. — 454 с.
- Звездин А.К., Котов В.А. Магнитооптика тонких плёнок. — М.: Наука, 1988. — 192 с.
- Аззам Р., Башара Н. Эллипсометрия и поляризованный свет. — М.: "Мир", 1991. — 584 с.

### На английском языке
- Zvezdin A.K., Kotov V.A. Modern magnetooptics and magnetooptical materials (англ.). — Institute of Physics Publishing, 1997. — P. 404. — ISBN 9780750303620.
- Magnetism Fundamentals I (неопр.) / Etienne Du Trémolet de Lacheisserie, D. Gignoux, Michel Schlenker. — Springer Science & Business Media, 2005. — С. 507. — ISBN 9780387229676.